# Parbayse
 Parbayse  es una población y comuna francesa, en la región de Aquitania, departamento de Pirineos Atlánticos, en el distrito de Oloron-Sainte-Marie y cantón de Monein.

## Demografía
| 224 | 264 | 284 | 261 | 336 | 326 | 327 | 319 | 309 | 288 | 287 | 296 | 304 | 281 | 288 | 282 | 303 | 293 | 291 | 278 | 246 | 246 | 221 | 211 | 210 | 190 | 189 | 160 | 162 | 165 | 219 | 243 | 241 |
| Para los censos de 1962 a 1999 la población legal corresponde a la población sin duplicidades (Fuente: INSEE [Consultar]) |     |     |     |     |     |     |     |     |     |     |     |     |     |     |     |     |     |     |     |     |     |     |     |     |     |     |     |     |     |     |     |     |

## Economía
La principal actividad es la agrícola (ganadería, maíz)